# Granges (Saona i Loara)
Granges – miejscowość i gmina we Francji, w regionie Burgundia-Franche-Comté, w departamencie Saona i Loara.
Według danych na rok 1990 gminę zamieszkiwały 313 osoby, a gęstość zaludnienia wynosiła 29 osób/km² (wśród 2044 gmin Burgundii Granges plasuje się na 603. miejscu pod względem liczby ludności, natomiast pod względem powierzchni na miejscu 877.).